# Fumaria agraria
Fumaria agraria — вид квіткових рослин родини руткові (Fumariaceae).

## Опис
Стебла до 120 см. Останні листки 1,5–4 × 0,5–2 мм, довгасті або довгасто-еліптичні, плоскі. Суцвіття з 14–25 квітів. Віночок (11)12–16 мм, білий, з вершиною темно-фіолетових внутрішніх пелюсток, але часто стає рожевою. Сім'янки 2,5–3(3,5) × 2,3–3(3,5) мм.

## Поширення
Південна Європа: Франція, Греція (ймовірно натуралізований), Іспанія, Італія, колишня Югославія, Португалія, Мальта й Північна Африка: Алжир, Лівія (ймовірно натуралізований), Марокко, Туніс. Живе на набережних, у канавах або серед зернових культур, в основному на кислих ґрунтах.